# Romee Strijd
Romee Strijd (ur. 19 lipca 1995 w Zoetermeer) – holenderska modelka, znana głównie ze współpracy z marką Victoria’s Secret.

## Wczesne życie
Romee urodziła się w miejscowości Zoetermeer w południowej części Holandii. Jako kilkunastoletnia dziewczyna została zauważona przez łowcę talentów kiedy razem ze swoją mamą robiła zakupy w Amsterdamie. Była bardzo nieśmiała, dlatego odmówiła wizyty w agencji modelek. Kilka lat później, po obejrzeniu kilku programów telewizyjnych o modelingu, zdecydowała się na karierę w branży modowej.

## Kariera

### Początki
W 2011 roku podpisała kontrakt z agencją DNA Models. Zadebiutowała w pokazie wiosenno – zimowej kolekcji Acne. W kolejnych latach chodziła po wybiegach w kreacjach wielu znanych projektantów i domów mody m.in. Prady, Balmaina, Burberry, Celine, Yves Saint Laurent, Louis Vuitton, Alexandra McQueena, Calvina Kleina, Rag & Bone czy Michaela Korsa.
W 2012 roku zaczęła pojawiać się w wielu magazynach, np. Love, Grey, czy Harper’s Bazaar. Jej zdjęcie znalazło się na okładce holenderskiego Vogue’a.

### Victoria’s Secret
W 2014 roku po raz pierwszy wzięła udział w pokazie Victoria’s Secret. Pojawiła się tylko w jednym kostiumie w segmencie nazwanym „Dream Girls”. Pod koniec tego roku wzięła udział w sesji do katalogu z kostiumami kąpielowymi marki, a na początku 2015, wraz z 9 innymi modelkami, została oficjalnym „Aniołkiem”.
Od tej chwili jej kariera nabrała rozpędu. Zaczęła pojawiać się nie tylko w pokazach, ale i na okładkach magazynów. Wzięła udział w dużej ilości kampanii reklamowych, nie tylko Victoria’s Secret, ale i innych marek.